# 伊洛克人
伊洛克人（英語：Ilocano people）是菲律賓人口第三大的民族，他們大多居住在菲律賓呂宋島西北部沿海的伊羅戈區。伊洛克人的母語是伊洛卡諾語。 
從歷史上看，伊洛克人擁有複雜的信仰。
伊洛克人幾乎遷移至菲律賓的所有地區，以及西方世界的一些地區，尤其是美國的夏威夷州和加利福尼亞州。伊洛克人之所以會移民至菲律賓國內其他地區以及其他國家是由於伊羅戈區之農業潛力有限及人口稠密的壓力造成的。伊羅戈區是菲律賓人口最稠密的地區之一。農業生產不足以滿足當地需求，因此，歷史上大部分的伊洛克人都進入了勞動力市場。
煙草是伊洛克人的主要經濟作物。伊羅戈區的紡織業有著悠久的傳統，而漁業生產僅次於農業生產。
該族最有名人物是前總統埃爾皮迪奧·基里諾。